# Lithops meyeri
Lithops meyeri är en isörtsväxtart som beskrevs av L. Bol. Lithops meyeri ingår i släktet Lithops och familjen isörtsväxter. Inga underarter finns listade i Catalogue of Life.

## Bildgalleri

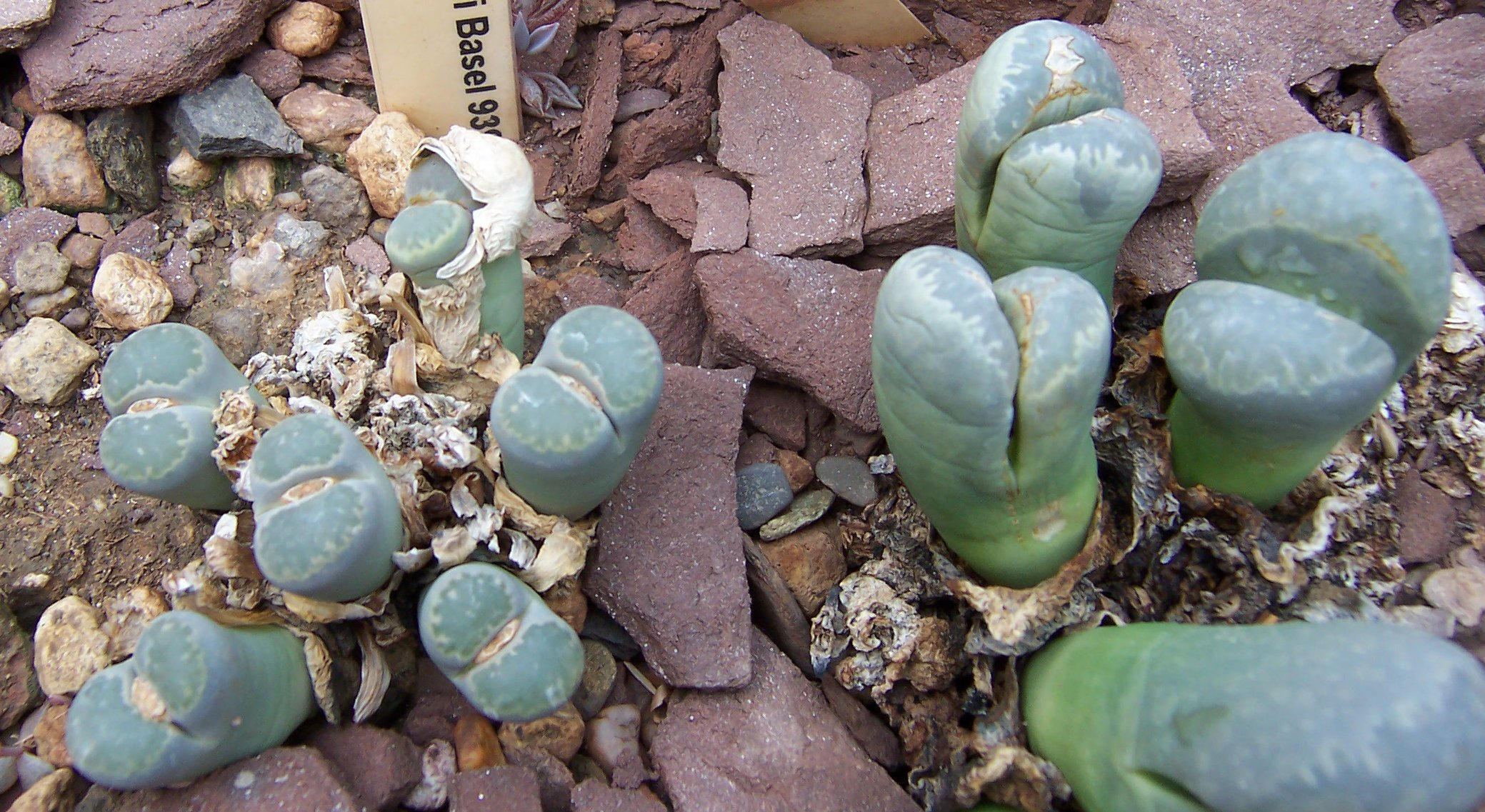